# 東吳大學商學院
東吳大學商學院，是東吳大學位於台灣台北市城中校區的學院之一，最早可追溯於東吳大學 (蘇州)於1937年設立的東吳大學法學院會計系，而後1954年在台復校「東吳大學法學院」，設立經濟學系、會計學系；於1968年成立商學院。現設有經濟學系、會計學系、企業管理學系、國際經營與貿易學系、財務工程與精算數學系、資訊管理學系等六個學系大學部、碩士班與碩士在職專班，並設有經濟學系博士班、商學進修學士班、國際商管學程碩士班、EMBA高階經營碩士在職專班及多項跨領域學分學程。為結合產業實務，亦設立商學研究發展中心、企業創新育成中心、富蘭克林金融科技開發中心與尤努斯社會企業中心等四個研究中心。
2017年2月，東吳商學院取得國際商管學院促進協會（AACSB）正式認證，評鑑成為全世界前5%頂尖商管學院。

## 歷史沿革
- 1937年，東吳大學 (蘇州)法學院設立會計學系。
- 1954年，東吳大學法學院在台復校，設立經濟學系、會計學系。
- 1968年，增設商學系（今企業管理學系）、商用數學系（今財務工程與精算數學系），成立商學院。
- 1969年，教育部核准恢復完全大學建制，為「私立東吳大學」，設有文理、法、商三學院。
- 1970年，設經濟學研究所。
- 1972年，設電子計算機科學系（後更名資訊科學、即今資訊管理學系）。
- 1973年，設會計學研究所。
- 1974年，設國際貿易學系（今國際經營與貿易學系）。
- 1989年，經濟學研究所博士班奉准成立。
- 1997年，設國際貿易學系碩士班。
- 1999年，設資訊科學系碩士班。

## 歷任院長
| 任別 | 姓名   | 任期           |
| ---- | ------ | -------------- |
| 1    | 吳幹   | 1968年－1979年 |
| 2    | 成嘉玲 | 1979年－1987年 |
| 3    | 鄧東濱 | 1987年－1990年 |
| 4    | 蔡仲平 | 1990年－1992年 |
| 5    | 何照義 | 1992年－1996年 |
| 6    | 余朝權 | 1996年－1999年 |
| 7    | 馬君梅 | 1999年－2005年 |
| 8    | 邱永和 | 2005年－2011年 |
| 9    | 詹乾隆 | 2011年－2016年 |
| 10   | 傅祖壇 | 2016年－現任   |

上表參考東吳大學商學院官方網站。

## 學術單位

### 學、碩士（專）班
- 經濟學系
- 會計學系
- 企業管理學系
- 財務工程與精算數學系
- 國際經營與貿易學系
- 資訊管理學系

### 博士班
- 經濟學系

### 進修學士、碩士（專）班
- 國際商管碩士學程（MBA）
- EMBA 高階經營碩士在職專班
- 商學進修學士班

### 跨領域學程
- 科技管理學程
- 財務金融學程
- 金融科技學程
- 國貿管理全英語學程
- 財經全英語學程

### 研究中心
- 商學研究發展中心
- 企業創新育成中心
- 富蘭克林金融科技開發中心
- 尤努斯社會企業中心